# 5927 Krogh
5927 Krogh eller 1938 HA är en asteroid i huvudbältet, som upptäcktes 19 april 1938 av den tyske astronomen Wilhelm Dieckvoß i Heidelberg. Den är uppkallad efter den amerikanske matematikern Fred T. Krogh.
Asteroiden har en diameter på ungefär 15 kilometer.